# Zénaïde Bonaparte
Zenaide Letizia Giulia Bonaparte, Principessa di Canino e Musignano  (Parigi, 8 luglio 1801 – Napoli, 8 agosto 1854), era la figlia maggiore di Giuseppe Bonaparte e Julie Clary, nipote di Napoleone I e moglie di Carlo Luciano Bonaparte, che era anche suo cugino.

## Biografia

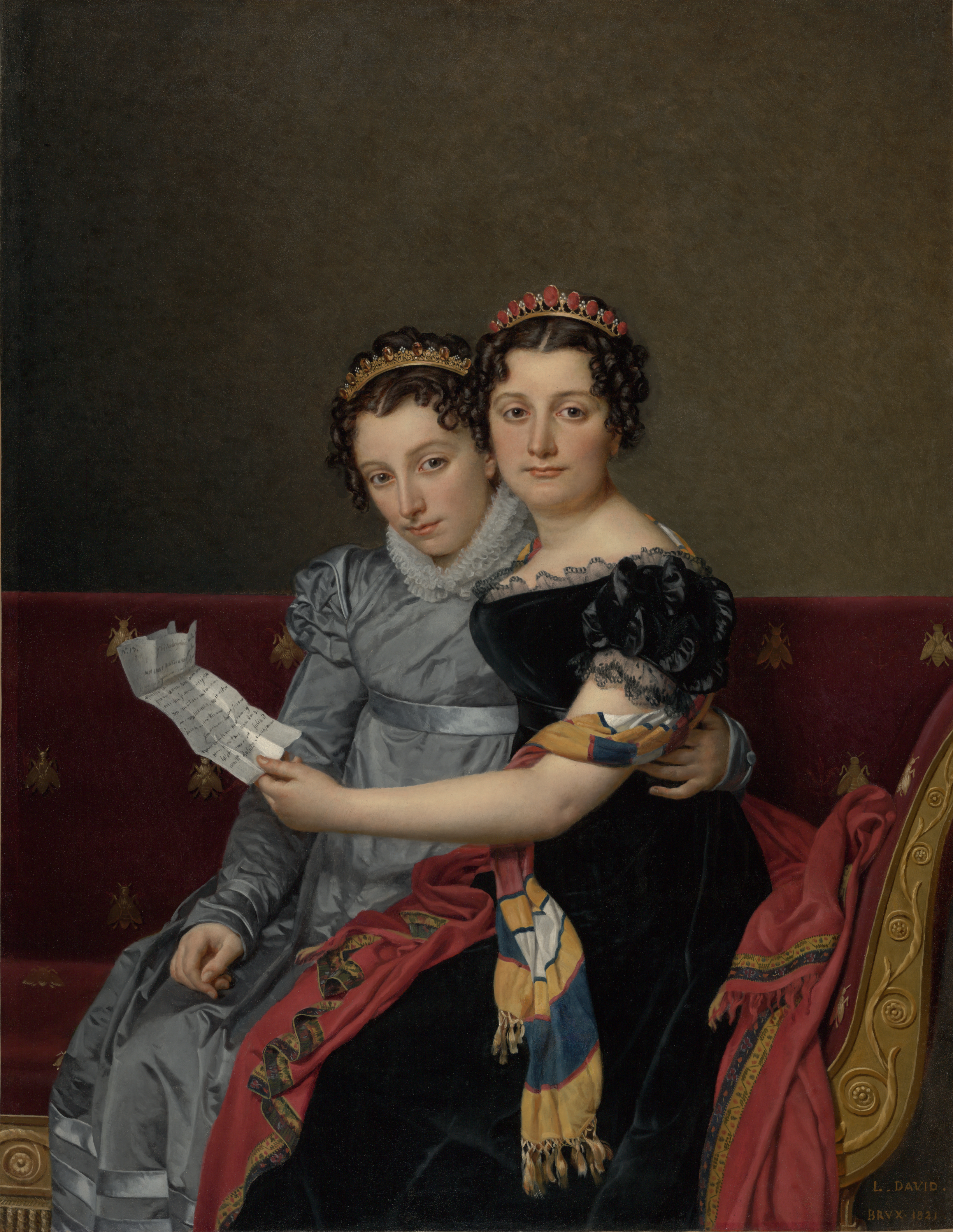
Zénaïde Bonaparte e la sorella Charlotte Napoléone Bonaparte

Il 29 luglio 1822 Zénaïde sposò a Bruxelles suo cugino Carlo Luciano Bonaparte, figlio di suo zio Luciano. Il padre aveva suggerito il matrimonio alla moglie quando la piccola Zénaïde aveva solo cinque anni; l'idea era di proseguire la successione napoleonica (un ritorno al potere era sempre da aspettarsi) sposando le sue due figlie ai figli di due fra i suoi fratelli. Il matrimonio fu celebrato con poca pompa, forse perché la madre di Zenaide era indignata per l'ammontare eccessivo della dote (730.000 franchi, un importo irragionevole se si considera che la villa di Luciano a Roma era costata solo 150.000 franchi), che aveva indebolito le sue risorse.
Carlo era un ornitologo (che denominò la Zenaida macroura in suo onore). Ebbero dodici figli.
Zénaïde morì di colera a Napoli.

## Discendenza
Da suo marito, ebbe dodici figli:
- Giuseppe Luciano Carlo Napoleone Bonaparte, III principe di Canino e Musignano (13 febbraio 1824 - 2 settembre 1865), senza discendenza.
- Alessandrina Gertrude Zenaide Bonaparte (9 giugno 1826 - 1 maggio 1828).
- Cardinal Luciano Luigi Giuseppe Napoleone Bonaparte, IV principe di Canino e Musignano (15 novembre 1828 - 19 novembre 1895), senza discendenza.
- Giulia Carlotta Bonaparte (5 giugno 1830 - 28 ottobre 1900). Sposò nel 1847 Alessandro del Gallo, marchese di Roccagiovine (1826-1892).
- Carlotta Onorina Giuseppina Paolina Bonaparte (4 marzo 1832 - 1 ottobre 1901). Sposò nel 1848 Pietro Primolo, conte di Foglia (1821-1893), da cui ebbe tre figli, Giuseppe (1851- 1927), Napoleone (1855-1882) e e Luigi (1858-1925).
- Leona Stefania Elisa Bonaparte (18 settembre 1833 - 14 settembre 1839).
- Maria Desirée Eugenia Giuseppina Filomena Bonaparte (18 marzo 1835 - 28 agosto 1890). Sposò nel 1851 il conte Paolo Campello della Spina (1829-1917).
- Augusta Amelia Massimina Jaqueline Bonaparte (9 novembre 1836 - 29 marzo 1900). Sposò suo cugino Placido Gabrielli, principe di Prossedi, figlio di Carlotta Bonaparte, senza discendenza.
- Napoleone Carlo Gregorio Giacomo Filippo Bonaparte, V principe di Canino e Musignano (5 febbraio 1839 - 11 febbraio 1899), sposò Cristina Ruspoli, con discendenza.
- Batilda Aloise Leona Bonaparte (26 novembre 1840 - 9 giugno 1861). Sposò nel 1856 Luigi, conte di Cambacérès (1832 – 1868).
- Albertina Maria Teresa Bonaparte (12 marzo 1842 - 3 giugno 1842).
- Carlo Alberto Bonaparte (22 marzo 1843 - 6 dicembre 1847).

## Albero genealogico
|                        |              |                                | Genitori                   |  |  | Nonni |  |  | Bisnonni                  |  |  | Trisnonni                    |  |
|                        |              |                                |                            |  |  |       |  |  | Giuseppe Maria Buonaparte |  |  | Sebastiano Nicola Buonaparte |  |
|                        |              |                                |                            |  |  |       |  |  | Giuseppe Maria Buonaparte |  |  | Sebastiano Nicola Buonaparte |  |
|                        |              | Maria Anna Tusoli di Bocagnano |                            |  |  |       |  |  | Giuseppe Maria Buonaparte |  |  |                              |  |
| Carlo Maria Buonaparte |              |                                |                            |  |  |       |  |  | Giuseppe Maria Buonaparte |  |  |                              |  |
|                        |              | Maria Saveria Paravicini       | Giuseppe Maria Paravicini  |  |  |       |  |  |                           |  |  |                              |  |
|                        |              | Maria Saveria Paravicini       | Giuseppe Maria Paravicini  |  |  |       |  |  |                           |  |  |                              |  |
|                        |              | Maria Saveria Paravicini       | Maria Angela Salineri      |  |  |       |  |  |                           |  |  |                              |  |
| Giuseppe Bonaparte     |              | Maria Saveria Paravicini       |                            |  |  |       |  |  |                           |  |  |                              |  |
|                        |              | Giovanni Geronimo Ramolino     | Giovanni Agostino Ramolino |  |  |       |  |  |                           |  |  |                              |  |
|                        |              | Giovanni Geronimo Ramolino     | Giovanni Agostino Ramolino |  |  |       |  |  |                           |  |  |                              |  |
|                        |              | Giovanni Geronimo Ramolino     | Angela Maria Peri          |  |  |       |  |  |                           |  |  |                              |  |
| Maria Letizia Ramolino |              | Giovanni Geronimo Ramolino     |                            |  |  |       |  |  |                           |  |  |                              |  |
|                        |              | Angela Maria Pietrasanta       | Giuseppe Maria Pietrasanta |  |  |       |  |  |                           |  |  |                              |  |
|                        |              | Angela Maria Pietrasanta       | Giuseppe Maria Pietrasanta |  |  |       |  |  |                           |  |  |                              |  |
|                        |              | Angela Maria Pietrasanta       | Maria Giuseppa Malerba     |  |  |       |  |  |                           |  |  |                              |  |
| Zénaïde Bonaparte      |              | Angela Maria Pietrasanta       |                            |  |  |       |  |  |                           |  |  |                              |  |
|                        | Joseph Clary | Jacques Clary                  |                            |  |  |       |  |  |                           |  |  |                              |  |
|                        | Joseph Clary | Jacques Clary                  |                            |  |  |       |  |  |                           |  |  |                              |  |
|                        | Joseph Clary | Catherine Barosse              |                            |  |  |       |  |  |                           |  |  |                              |  |
| François Clary         | Joseph Clary |                                |                            |  |  |       |  |  |                           |  |  |                              |  |
|                        |              | Françoise Agnès Ammoric        | François Ammoric           |  |  |       |  |  |                           |  |  |                              |  |
|                        |              | Françoise Agnès Ammoric        | François Ammoric           |  |  |       |  |  |                           |  |  |                              |  |
|                        |              | Françoise Agnès Ammoric        | Jeanne Boisson             |  |  |       |  |  |                           |  |  |                              |  |
| Giulia Clary           |              | Françoise Agnès Ammoric        |                            |  |  |       |  |  |                           |  |  |                              |  |
|                        |              | Joseph Ignace Somis            | Jean Louis Somis           |  |  |       |  |  |                           |  |  |                              |  |
|                        |              | Joseph Ignace Somis            | Jean Louis Somis           |  |  |       |  |  |                           |  |  |                              |  |
|                        |              | Joseph Ignace Somis            | Françoise Bouchard         |  |  |       |  |  |                           |  |  |                              |  |
| Françoise Rose Somis   |              | Joseph Ignace Somis            |                            |  |  |       |  |  |                           |  |  |                              |  |
|                        |              | Catherine Rose Soucheiron      | François Soucheiron        |  |  |       |  |  |                           |  |  |                              |  |
|                        |              | Catherine Rose Soucheiron      | François Soucheiron        |  |  |       |  |  |                           |  |  |                              |  |
|                        |              | Catherine Rose Soucheiron      | Anne Cautier               |  |  |       |  |  |                           |  |  |                              |  |
|                        |              | Catherine Rose Soucheiron      |                            |  |  |       |  |  |                           |  |  |                              |  |